# Пресноводный сом-валлаго
Пресноводный сом-валлаго (лат. Wallago attu) — вид крупных бесчешуйчатых лучепёрых рыб семейства сомовых (Siluridae).
Пресноводный сом-валлаго встречается в крупных реках и озерах двух географически разобщенных регионов. Одна популяция обитает на большей части индийского субконтинента, а другая в некоторых частях Юго-Восточной Азии. Максимальная длина тела представителей этого вида 1 метр.
Его ареал частично перекрывается с ареалом очень похожего, но более крупного вида Wallagonia leerii, поэтому его с ним часто путают.
В Юго-Восточной Азии пресноводный сом-валлаго с древних времён употребляется людьми в пищу.

## Пресноводный сом-валлаго иWallagonia leerii
Во многих районах пресноводный сом-валлаго обитает рядом с внешне похожим на него родственным видом сома Wallagonia leerii. В Индонезии и Малайзии оба вида называют ikan tapah. Эти виды часто смешивают между собой в публикациях СМИ, рыбацких рассказах, местном фольклоре, и даже в научных публикациях. Поэтому есть сообщения, что пресноводный сом-валлаго достигает длины более 1,8 м и веса более 45 кг, хотя биологи утверждают, что его длина не более 1 метра. Рекордный экземпляр пресноводного сома-валлаго, пойманный в дикой природе при помощи спиннинга в водохранилище у плотины Вачиралонгкорн (Таиланд) и заверенный IGFA, весил 18 кг. Некоторые хозяйства по разведению рыбы утверждают, что выращивали экземпляры этого сома весом в 20—30 кг. Поэтому сообщения о гораздо более крупных экземплярах пресноводного сома-валлаго, очевидно, относятся к Wallagonia leerii, который бывает в два раза длиннее и в несколько раз тяжелее.

## Распространение
Пресноводный сом-валлаго живет на территории большей части Южной и Юго-Восточной Азии. Его ареал разделён на две изолированные популяции, одна из которых населяет Индийский субконтинент, а другая материковую и островную части Восточной Азии.
На Индийском субконтиненте его ареал включает в себя все крупные реки Индии, Пакистана, Бутана, Непала и Бангладеш, такие как Ганг, Инд, Нармада, Годавари, Кришна и Маханади, а также водоёмы острова Шри-Ланка. На северо-запад, его ареал простирается за пределы Пакистана в Иран и Афганистан. На востоке он встречается в нескольких реках бассейна Иравади бассейна в Мьянме.
Вторая популяция обитает в Юго-Восточной Азии в Таиланде, Лаосе, Камбодже, Вьетнаме, Малайзии и Индонезии. Здесь пресноводный сом-валлаго населяет Мэкхлонг, Чаупхраю и Меконг, а также водоёмы на малайском полуострове и на островах Ява и Суматра. На острове Борнео валлаго нет, что ихтиолог Тайсон Р. Робертс считает «удивительным».
Разрыв между двумя популяциями во многом вызван тем, что в реках Салуин и Тенассерим этот вид не встречается. Причина этого науке неизвестна.

## Биология и экология
Пресноводный сом-валлаго кормится в основном рыбой. Анализ содержимого желудков этих сомов, проведенный на образцах из реки Годавари в Индии показывает, что от 90 до 95 % потребляемой ими пищи было животного происхождения. Основным кормом служили рыбы видов Salmophasia phulo, барбус-тикто (Pethia ticto) и Chanda nama. Всё это мелкие виды, максимальная длина которых составляет около 10—12 см.

## Возможное разделение на виды
Обширный и разорванный ареал пресноводного сома-валлаго наводит на мысль, что он может на самом деле представлять собой не один, а несколько видов. Предварительный анализ строения скелета образцов из Юго-Восточной и Южной Азии показал существенные различия между ними. Поэтому возможно, что скоро этот вид разделят на два или более отдельных вида.